# Pietro Maldotti
Padre Pietro Maldotti (Polesine Parmense, marzo 1862 – Genova, 1º febbraio 1939) è stato un religioso e missionario italiano, noto per la sua opera a favore degli emigranti italiani in partenza da Genova per le Americhe.

## Biografia
Padre Pietro Maldotti nacque nel 1862 a Vidalenzo, frazione di Polesine Parmense, in provincia di Parma.
Studiò nel Seminario di Borgo San Donnino. Ordinato sacerdote il 20 dicembre 1885, fu per diversi anni professore al seminario di Fidenza.
Il 13 luglio 1893 entrò nella congregazione degli Scalabriniani, un ordine religioso missionario nato nell'Ottocento per l'assistenza ai migranti italiani oltre oceano.
Venne inviato, il 19 luglio 1895, a svolgere il suo ministero al porto di Genova, dove confluivano ogni anno migliaia di poveri emigranti, spesso vittime di sfruttatori senza scrupoli. Maldotti incontrava gli immigranti alla stazione ferroviaria, provvedeva a trovare loro alloggio, forniva abiti per il viaggio, specialmente per i bambini, ed incoraggiava sacerdoti ad accompagnare i migranti durante il viaggio. Maldotti non esitò a porsi in aperto contrasto con la criminalità che gestiva il traffico umano oltre oceano, subendo per questo minacce e addirittura un attentato, dal quale uscì ferito. La missione genovese si occupava con eguale impegno sia di chi partiva in cerca di lavoro sia di chi rientrava dopo un soggiorno all'estero, facendo anche da punto di riferimento italiano per le attività della Italian St. Raphael Society fondata dai Padri Scalabriniani a New York nel 1891. Moldetti compie anche i suoi primi viaggi sulle navi degli emigranti per toccare con mano le loro condizioni di vita e visitare le comunità all'estero.
Il 10 novembre 1896, Maldotti scrive e pubblica a Piacenza una prima relazione al Ministero degli Esteri sulla situazione degli emigranti. Una seconda relazione viene pubblicata a Genova il 1º marzo 1898 "sull'operato della missione del porto di Genova"; è una testimonianza fondamentale sulla storia dell'emigrazione italiana di fine Ottocento, e sullo sfruttamento degli immigrati da parte di agenti e intermediari. Luigi Einaudi allora giornalista de La Stampa incontra Maldotti e il 9 settembre 1898 ne descrive le attività in un lungo articolo elogiativo. Anche la Civiltà Cattolica del 10 gennaio 1899 farà riferimento all'opera di Moldotti a Genova. La nuova legge sull'emigrazione approvata dal parlamento italiana il 31 gennaio 1901 recepisce molte delle proposte di Moldotti
Dal febbraio al giugno 1903 Moldotti visita l'Argentina. Alla fine dello stesso anno si reca in Peru e nel Centro America, rientrando a Genova nel 1904. Le attività della missione genovese cessano nel 1905 con la morte di Mons. Scalabrini.
Tra le iniziative successive di Maldotti a Genova si ricorda l'organizzazione di una imponente processione in mare, a chiusura del VII Congresso Eucaristico Nazionale nel settembre del 1923.
Maldotti morì nell'Ospedale di San Giacomo di Genova nel 1939.

## Scritti di Maldotti
- Società di patronato per gli immigrati. Relazione al Ministro degli esteri (Piacenza: Tipografia Marchetti e Porta, 1896)
- Relazione sull'operato della missione del porto di Genova dal 1894 al 1898 e sui due viaggi al Brasile (Genova: Tip. della Gioventù, 1898)